# Sędzimierz
Sędzimierz (niem. Neugericht) – nieoficjalna osada wsi Walim, w Polsce, w województwie dolnośląskim, w powiecie wałbrzyskim, w gminie Walim.
Od 1957 w granicach Walimia.

## Położenie
Sędzimierz leży jest w dolinie Walimki, między centrum Walimia a Jugowicami. Zabudowania osady ciągną się na długości około 1,5 km pomiędzy Działem Jawornickim na zachodzie i Babim Kamieniem. 

## Podział administracyjny
W latach 1946–1954 Sędzimierz stanowił przysiółek w gromadzie Jugowice gromadę w gminie Walim w powiecie wałbrzyskim w województwie wrocławskim. W związku z reformą administracyjną kraju jesienią 1954 Sędzimierz odłączono od Jugowice, wchodząc w skład nowo utworzonej gromady Walim. 1 stycznia 1957 gromadę Walim zniesiono w związku z nadaniem jej statusu osiedla, przez co Sędzimierz stał się integralną częścią Walimia. 1 stycznia 1973 wraz z kolejną reformą administracyjną kraju osiedle Walim zniesiono, a Sędzimierz stał się rolniczo-przemysłowo-wczasową częścią wsi Walim w reaktywowanej gminie Walim.
W latach 1975–1998 miejscowość administracyjnie należała do województwa wałbrzyskiego.

## Historia
Sędzimierz powstał w końcu XVII lub na początku XVIII wieku jako kolonia Jugowic. W 1748 roku była to już spora wieś, był w niej wtedy młyn wodny i mieszkało 25 zagrodników i chałupników. W roku 1825 Sędzimierz był ośrodkiem tkactwa chałupniczego, było tam wtedy wolne sołectwo i 38 domów, w tym: szkoła ewangelicka, browar i młyn wodny. W 1840 roku w miejscowości działało 58 krosien tkackich, a wśród mieszkańców było jeszcze 6 innych rzemieślników. Wieś nadal rozwijała się i w 1861 roku liczyła aż 56 domów. Od połowy XIX wieku w związku z upadkiem tkactwa chałupniczego rozpoczął się proces wyludniania miejscowości, która z powodu położenia na trasie szlaku na Wielką Sowę zaczęła przekształcać się w wieś letniskową. W 1914 roku przez Sędzimierz przeprowadzono linię kolei elektrycznej z Jugowic do Walimia.

Po 1945 roku miejscowość utraciła walory letniskowe i przekształciła się w osadę przemysłową. W późniejszych latach w dawnym pałacyku urządzono wojskowy dom wczasowy.

## Zabytki
W Sędzimierzu znajdują się następujące zabytki:
- pałacyk przy ul. Wyszyńskiego 92-93, dawny wojskowy dom wczasowy,
- kilka starych domów mieszkalnych różnego typu, pochodzących z XVIII i XIX wieku.